# Гжегож Лято
Гжѐгож Болѐслав Ля̀то (на полски: Grzegorz Bolesław Lato, [ˈɡʐɛɡɔʂ ˈlatɔ]) е полски футболист от 70-те и началото на 80-те години на XX век, участник на финалите на три поредни световни първенства (1974, 1978 и 1982), футболен треньор и политик.

## Биография
Роден е на 8 април 1950 г. в град Малборк. Рекордьор по участия в полския национален отбор със 104 мача и 46 гола. В полското първенство е отбелязал общо 111 гола. Дебютира в националния отбор на 17 ноември 1971 г. в мач срещу ФРГ (днешна Германия) в Хамбург, завършил 0:0. Последният си мач изиграва срещу Белгия на 17 април 1984 г. във Варшава, завършил 0:1. 
Качествата на Лято са бързината, издръжливостта и ориентацията в играта. Забележителен стрелец, автор на голове от трудни положения. За него полския треньор Кажимеж Гурски казва, че е „майстор на мълниеносната атака“. Заедно с Влоджимеж Любански и Збигнев Бонек е смятан за един от тримата най-добри футболисти на Полша за всички времена.

## Клубни отбори, в които е играл
- Стал, град Мелец, Полша (1962 – 1980)
- КСК Локерен, град Локерен, Белгия (1980 – 1982)
- СД Атланте Мексико Сити, Мексико (1982 – 1984)
- Полония Хамилтън, щат Онтарио, Канада (1984 – 1991)

## Клубни отбори, в които е бил треньор
- Норт Йорк Рокетс, град Торонто, Канада (1988 – 1990)
- Стал, град Мелец, Полша (1991 – 1993)
- Олимпия, град Познан, Полша (1993 – 1995)
- Амика, град Вронки, Полша (1995 – 1996)
- Видзев, град Лодз, Полша (1999)

## Успехи
- Голмайстор на световното първенство през 1974 г. със 7 гола
- Голмайстор на полското първенство през 1973 г. с 13 гола
- Голмайстор на полското първенство през 1975 г. с 19 гола
- Шапмион на Полша за 1973, 1974, 1975 и 1976 г.
- Златен медалист от олимпиадата през 1972 г.
- Сребърен медалист от олимпиадата през 1976 г.
- Двукратен бронзов медалист от световните първенства през 1974 и 1982
- Футболист на годината на Полша за 1974, 1977 и 1981 г.
- Футболист номер 6 на Европа на сп. „Франс футбол“ за 1974 г.